# レウス
レウス（Reus）は、スペイン・カタルーニャ州タラゴナ県にあるムニシピオ（基礎自治体）。バッシ・カム郡に属している。 古くからワインと蒸留酒の重要な生産地で、フランスのワイン用ブドウを壊滅させたブドウネアブラムシの流行時にはヨーロッパで非常に重要な場所となった。

## 観光

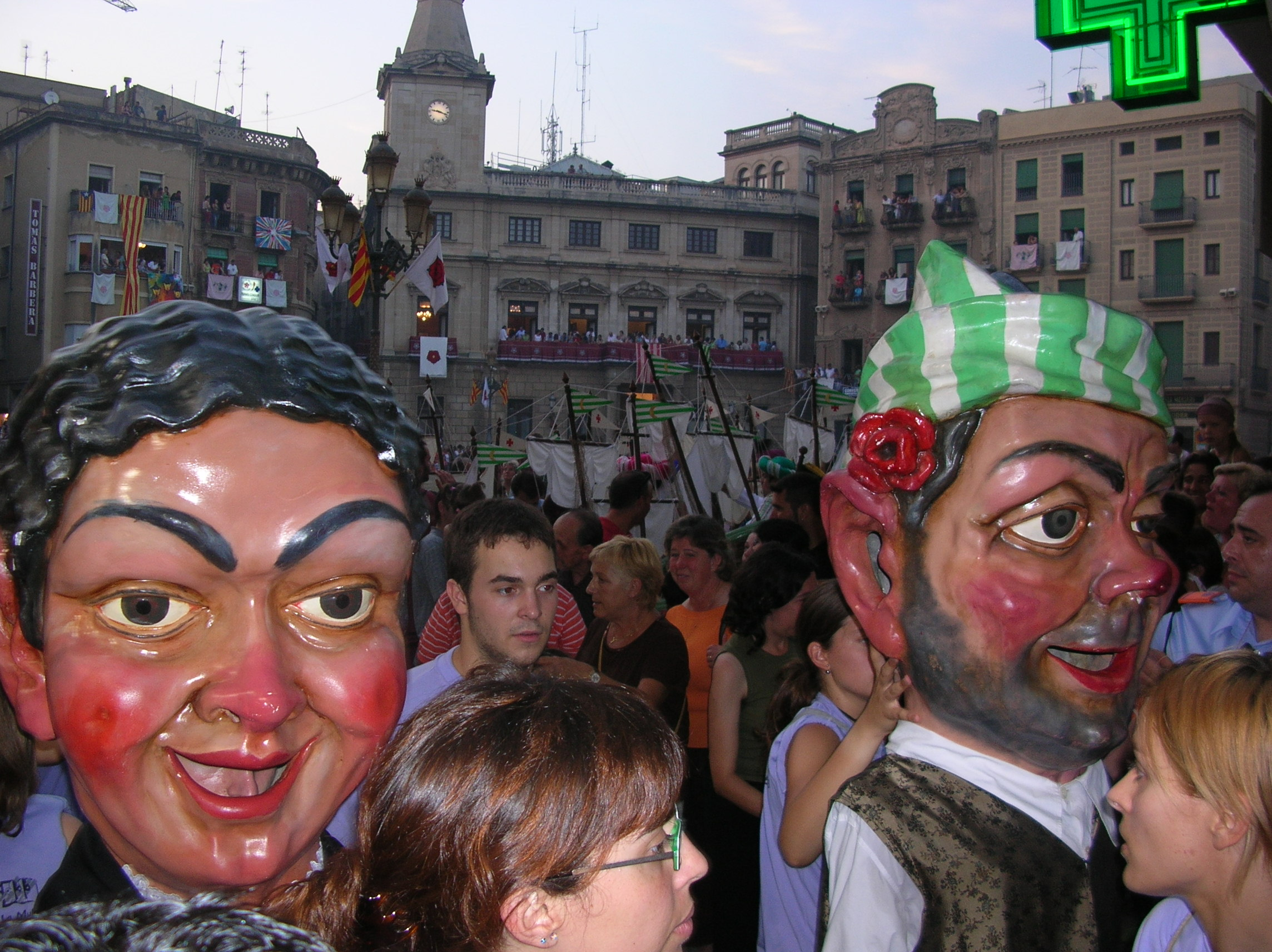
レウスの祭りナノス

近年レウス観光はさらに重要性を増し、コスタ・ドラーダ（en、黄金海岸）へ夏期休暇や冬期休暇を過ごしにやってくる人々が群れを成す。
最近、レウス空港に格安航空会社のライアンエアーとFlybeが就航した。レウス空港からリゾート地サロウや、欧州最大級の遊園地ポールタヴァントゥラ（en）へ行くことが容易になった。

## 統計
レウスは長きに渡りカタルーニャ第2の都市であった（1787年には人口14,440人、1860年には人口27,257人）。1900年から1930年代の間に、タラゴナとリェイダがレウスの人口を抜いた。2006年のスペイン公式国勢調査によると、レウスの人口はカタルーニャでは9番目で、スペイン国内では59位となる。

## レウスの旗
レウスの最初の旗は、1774年から1943年まで使用された。暗赤色の地に市の紋章が中央に描かれたものだった。
1943年、旗は、その色彩がスペイン内戦で敗退した左翼寄りに見えるとして、新しいものに変えられた。歴史ある都市の紋章はバラの紋章のある生地となり、新たな旗は白地で、中央にバラの紋章を描いたものとなった。1943年以後、旗の小さな改善がバラの部分に対して行われた。
現在のバラは新たなバージョンであり、市の標章から採用されたものである。その標章自体が公式な地位を持つ。これはおそらく市議会の認証なしに加えたものである。

## 歴史
建築家アントニ・ガウディはレウスで生まれた。
1996年7月20日、バスク祖国と自由（略称ETA）がレウス空港に仕掛けた爆弾が破裂し、イギリス人観光客を中心として53人が負傷した。さらに爆弾はカンブリスとサロウで爆発した。

## スポーツ
- CFレウス・デポルティウ - サッカークラブ

## 姉妹都市
- アストルガ、スペイン
- ガンディーア、スペイン
- アムガラ＝ウィラヤ・デ・アイウン、サハラ・アラブ民主共和国
- バイアブランカ、アルゼンチン
- ボイェロス、キューバ
- ブリーヴ＝ラ＝ガイヤルド、フランス
- ハジチ、ボスニア・ヘルツェゴビナ

## 出身者
- アントニ・ガウディ - 建築家※異説あり
- フアン・プリム - 軍人、政治家
- セルジ・ロベルト - サッカー選手
- イサック・クエンカ - サッカー選手
- ピティ - サッカー選手
- ジョアン・アンヘル・ロマン - サッカー選手
- ジョン・トラル - サッカー選手
- フランソワ・トスケル - 精神科医
- マリアノ・フォルトゥーニ - 画家